# Blodwen
Blodwen je tříaktová opera velšského skladatele Josepha Parryho. Libreto k ní napsal básník Richard Davies a šlo o první operu ve velšském jazyce. Dokončena byla roku 1876. Premiéru měla dne 21. května 1878 v Temperance Hall v Aberystwythu, kde ji dirigoval sám Parry. Později byla představena v dalších velšských městech, stejně jako v Bristolu a Londýně. Do roku 1896 bylo uskutečněno 500 představení opery.